# Зауер
Зауер (нім.), Сюр (фр.) (нім. Sauer, фр. Sûre) — річка в Бельгії, Люксембурзі, Німеччині, ліва притока річки Мозель.
Також протікає кордоном Люксембургу з Німеччиною. Має довжину 173 км, площу басейну — 4 240 км².
Бере початок в Арденнах біля муніципалітету Во-сюр-Сур, південно-східна Бельгія, на висоті 510 м. Несе свої води у східному напрямку та перетинає кордон з Люксембургом поблизу Мартеланжа. Тече далі утворюючи своєю течією частину бельгійсько-люксембурзького кордону протягом 13 км. Неподалік люксембурзького містечка Еш-сюр-Сур на річці створено Верхньозауерське озеро.
Протягом останніх 50 км свого річища слугує кордоном між Люксембургом та Німеччиною. Впадає до Мозеля неподалік люксембурзького містечка Вассербілліг.